# Warschauer Seejungfer

Stadtwappen von Warschau (1938)

Die Warschauer Seejungfer (polnisch: Warszawska Syrenka) ist eine Symbolgestalt von Warschau und in Form einer Meerfrau Gestalt des Warschauer Stadtwappens.
Das älteste Bild der Warschauer Seejungfer stammt aus dem Jahre 1390. Im Altstadtwappen wurde eine Gestalt mit Vogelfüßen und einem Drachenkörper dargestellt. Im nächsten Jahrhundert (1459) bekam die Seejungfer einen Fischschwanz, einen Frauenoberkörper mit Händen und Vogelfüße mit Krallen. Die aktuelle Gestalt einer Frau mit einem Fischschwanz stammt aus dem Jahre 1622. Diese Anordnung gilt bis heute. In der linken Hand hält sie einen Schild, in der rechten ein Schwert. Im Stadtwappen aus dem Jahre 1938 ist sie auf einem roten Hintergrund dargestellt.
In Warschau gibt es zwei Statuen der Seejungfer. Die ältere wurde vom Bildhauer Konstanty Hegel geschaffen. Sie wurde aus weicher Zinklegierung gegossen und 1855 auf dem Altstadt-Marktplatz (Rynek) aufgestellt. Im Zeitraum 1928–2000 wurde sie an verschiedenen Orten aufgestellt und von Vandalen oft beschädigt. 2000 kehrte sie auf den Marktplatz (Lage) zurück. Um die im Zweiten Weltkrieg nur gering beschädigte Skulptur auch vor Witterungseinflüssen dauerhaft zu schützen, fertigte man im Jahr 2008 einen Abguss aus Bronze, der nunmehr auf dem Marktplatz steht. Am 1. Juni des gleichen Jahres erhielt die Originalfigur einen dauerhaften Platz im Historischen Museum. Im Auftrag des Büros des polnischen Staatspräsidenten wurde eine weitere Kopie angefertigt, die als Geschenk für den Präsidenten von Georgien vorgesehen war.
Die Bildhauerin Ludwika Nitschowa schuf im Jahr 1939 eine neue Statue, für die die Ethnographin Krystyna Krahelska Modell saß. Diese kam später im Warschauer Aufstand 1944 als Sanitäterin ums Leben. Die Statue sollte ursprünglich auf einem Pfeiler inmitten der Weichsel aufgestellt werden, wurde jedoch endgültig auf dem linken Weichselufer gegenüber der Tamka-Straße (Lage) untergebracht.

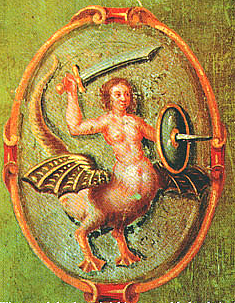
Warschauer Seejungfer (1659)
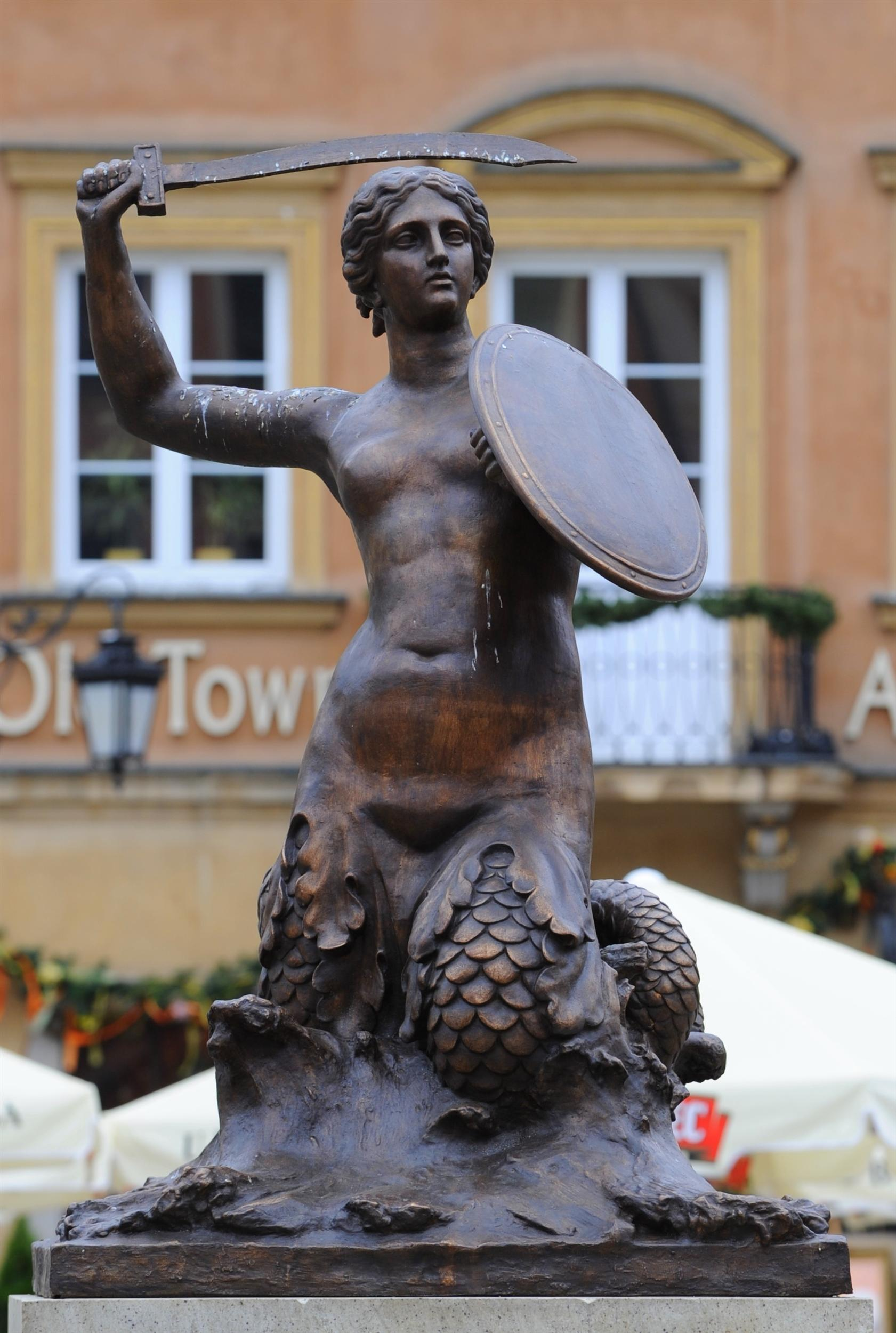
Warschauer Seejungfer von Konstanty Hegel auf dem Altstadt-Marktplatz (1855)
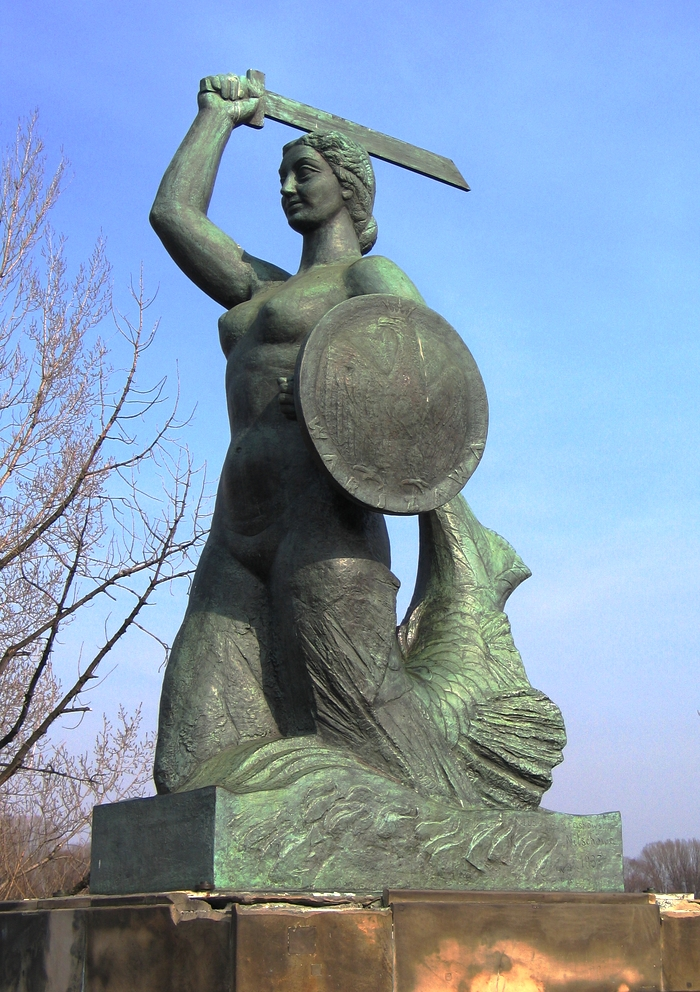
Warschauer Seejungfer am Weichselufer (1939)
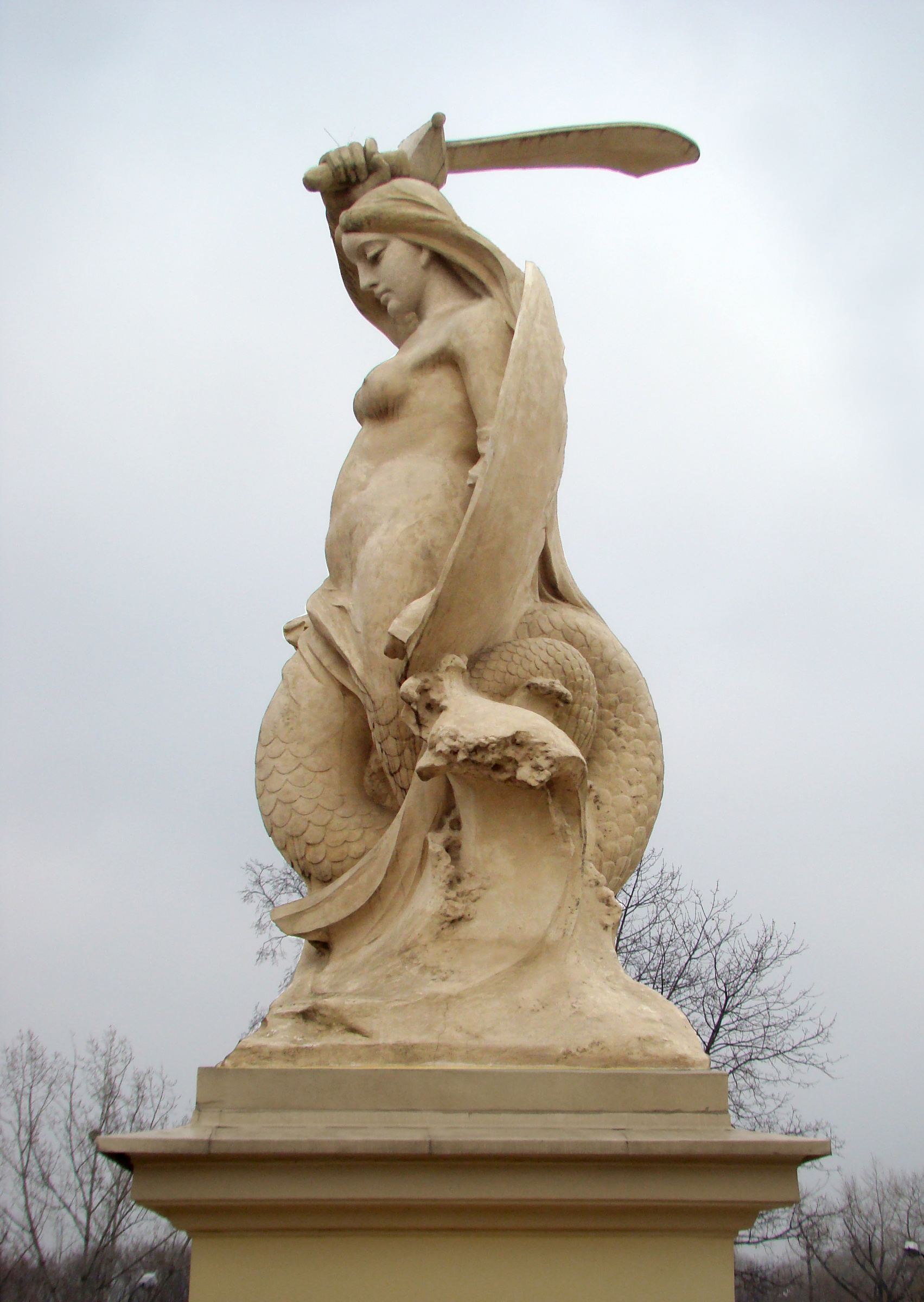
Warschauer Seejungfer am Markiewicz-Viadukt (1905)
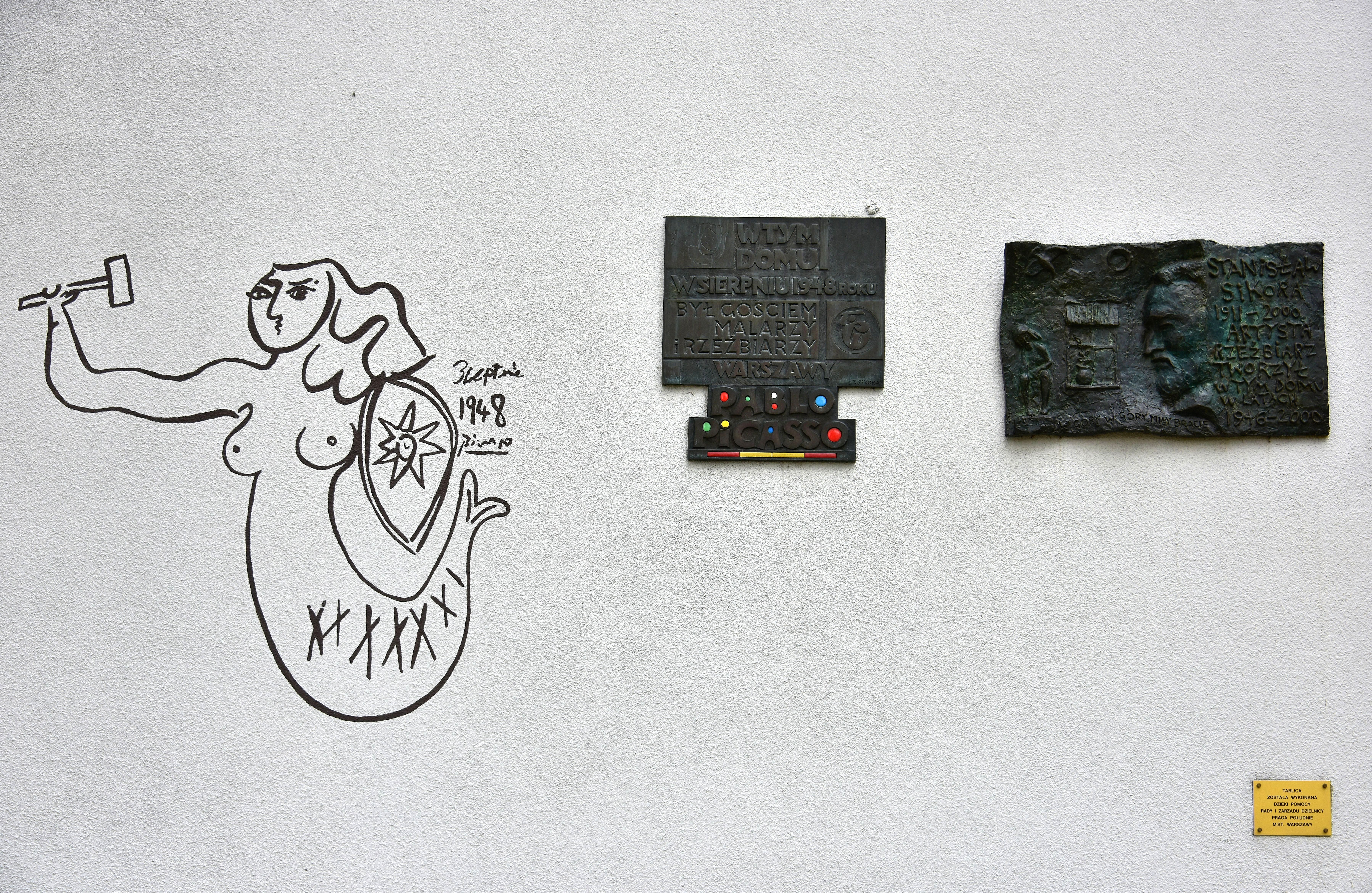
Warschauer Seejungfer von Pablo Picasso (1948)